# Bazurto (serie de televisión)
Bazurto —en inglés como: Made In Cartagena— es una serie de televisión colombiana, producida por CMO Producciones para Caracol Televisión en 2014.
Esta protagonizada por Carmen Villalobos y Miguel de Miguel, con las participaciones antagónicas de Fernando Solórzano, Tatiana de los Ríos y Kriss Cifuentes. 
Fue promocionada bajo el nombre de "El Golpe".

## Sinopsis
Usando como fachada el furor y el desorden fiestero que ha causado la primera versión del mundial de Champeta en la Cartagena actual, la poderosa banda de Harvey Noriega, dedicada a grandes y espectaculares robos, tiene la misión de robar el Santa Helena, un antiguo tesoro rescatado del fondo del mar y escondido en la custodiada bóveda del Banco Colombo-Español bajo el mando de su presidente, Vicente Domínguez de Alba. Pero lo que parecía el plan perfecto termina siendo un contundente fracaso. Ahora Harvey quiere vengar la muerte de su hijo, por lo que engañará a su ahijada Flora, la próxima reina de la Champeta, género musical autóctono de Cartagena, usándola como carnada para infiltrar la vida de Vicente, a quien ve como el responsable directo de sus desgracias. Esta vez Noriega cree tener todo bajo control. Pero algunas veces, el engaño y el amor pueden salirse de las manos. Bazurto es una serie llena de acción y drama, enmarcada en el desconocido y atrevido mundo de la Champeta, con una alta dosis de música, sensualidad y espectaculares paisajes, que pondrá al descubierto todo el sabor y la realidad de una Cartagena nunca antes vista.

## Reparto

### Personajes principales
| Personajes Principales                          | Sinopsis de personajes |
| ----------------------------------------------- | --- |
| Flora María Díaz (Carmen Villalobos)            | 20 años. Es una mujer sencilla y hermosa, proveniente de Bazurto, un barrio popular repleto de música y color en la fantástica Cartagena. Lleva el ritmo de la Champeta en la sangre. Flora es emprendedora, honesta y no tiene pelos en la lengua para decir las cosas. Además, tiene el gran sueño de conquistar el mundo de la mano de su novio Watusi, a quien ama con locura y con quien lucha por ganar el torneo de baile de Champeta en Bazurto. Su adoración es su hermano mayor Candelario y por eso aceptará la oferta de Harvey para infiltrarse en la vida de Vicente, con el fin de salvar a su hermano y a su padrino de una supuesta amenaza de muerte. Pero cuando en su vida aparezca Vicente Domínguez todo en su mundo le va a cambiar en un giro de 180°. |
| Vicente Domínguez de Alba (Miguel de Miguel)    | 38 años. Bien plantado, de aspecto maduro e interesante que defiende lo bueno y lo correcto con valentía y justicia. Por eso es el presidente del Banco Colombo-Español en Cartagena y está encargado de la custodia del tesoro Santa Helena, una valiosa pieza de oro que su banco ha recuperado de un naufragio y que se convertirá en el motivo de su lucha en contra de Harvey Noriega y su banda. Vicente cerró la puerta del amor, dado que después de la muerte de su esposa Marcela, no se considera con derecho a tratar de ser feliz con nadie. Pero la llegada de Flora a su vida lo cambiará todo, pues esa mujer por la que ahora su corazón palpita es la inocente infiltrada encargada de destruirlo.                                                           |
| Harvey Noriega (Fernando Solórzano)             | 44 años. Es un hombre que tiene la fuerza de un toro y la maña de un zorro. Es dueño de la famosa discoteca Bazurto, pero el lugar es tan solo la fachada de su gran negocio: ser el jefe de una banda de ladrones que dan golpes espectaculares. Lo último que Harvey espera es que su hijo muera en el operativo al Banco Colombo-Español, por lo que su muerte origina su deseo de venganza en contra de Vicente a quien señala como directo responsable. |
| Mireya Heredia (Tatiana de los Ríos)            | 25 años. Es la sensual barman que a todos deja boquiabiertos con sus maromas con botellas, copas y cocteleras. Pero realmente es el camaleón de la banda de Harvey, la que se disfraza o finge ser otra persona para ganarse la confianza de alguien y como sabe lo que tiene, siempre obtiene lo que quiere. |
| Dixon Steven Díaz/Dixon Noriega (Alfonso Olave) | 18 años. Es el hermano menor de Flora. Es un chico que ha vivido toda su vida en Bazurto. Sin embargo, es ambicioso, todo un gallito fino, y no ve la hora de irse de Bazurto y llegar a ser alguien con dinero, temido y respetado como Harvey Noriega. Es en realidad hijo de Harvey Noriega. |
| Watusi Herrera (Khris Cifuentes)                | 22 años. Es un muchacho singular lleno de carisma, ingenio y simpatía. Lleva la Champeta en las venas y a Flora en el corazón. También es humilde y tiene los mismos nobles sentimientos que su novia y para salir adelante por el camino correcto, ha hecho del rebusque playero todo un arte: da clases de Champeta, hace trencitas, masajes, ofrece agua de coco con supuestos poderes afrodisíacos… nada le queda grande y en su sano mundo costeño todo es posible. |
| Sofía Domínguez (Matilde Lemaitre)              | 18 años. Es la hija de Vicente, con quien tiene una pésima relación desde que su padre se volvió un adicto al trabajo como respuesta a la muerte de su madre. Adora la danza contemporánea y encontrará en Flora la hermana que nunca tuvo, quien le enseñará el sensual mundo de la Champeta. |

### Personajes secundarios
| Personajes secundarios                          | Sinopsis de personajes |
| ----------------------------------------------- | --- |
| Imanol Otero (Alejandro Otero)                  | 42 años - Es el mejor amigo de Vicente, estuvieron juntos en la Escuela Militar, experto en operativos antiterrorismo. En la banda de Harvey lo llaman "Rambo Chiquito". Llega a Cartagena a pedido de Vicente para convertirse en su Jefe de Seguridad y es encargado de la protección del Santa Helena, se enamora de Silvia pero no es correspondido y esta situación empieza a afectar su trabajo. |
| Silvia Barrero (Tatiana Rentería)               | Hija del dueño del Bancoles, miembro de la Junta Directiva, está perdidamente enamorada de Vicente desde hace años. |
| Marcos Barraza (Carlos A. Buelvas)              | Es el primo Sofía, irresponsable, drogadicto, provee de pastillas y otras drogas a su prima. Muere en manos de Caresapo luego de ser torturado y finalmente atropellado. |
| Pablo Nuñez (Ignacio Meneses)                   | Novio de Sofía, estudiante de Biología Marina, un chico correcto y centrado, que está completamente enamorado de ella y cuando se entera del problemita de drogas de Sofía, intenta ayudarla a salir. |
| Candelario Díaz (Édgar Vittorino)               | Hermano mayor de Flora Díaz, cae en la cárcel y se logra escapar de allí. Después de un tiempo escondido en una finca de Harvey es entregado por este último a las manos de Calvache, quien le dice a Harvey que lo quiere matar, pero en realidad lo que quiere es aliarse con él para buscar venganza contra Harvey por la muerte de los padres de ambos. |
| Maximiliano "Maxi" Martelo (Julián Díaz)        | Es parte de la banda de Harvey, asesinado por Caresapo, fue rescatado por El Sombra pero éste lo dejó morir. |
| Ronald "Agua Mala" (Eduardo López)              | Es el pirata informático y encargado de planificar y ejecutar todas las labores de inteligencia en la banda de Harvey. |
| Vladimir "Caresapo" (Juan Calderón)             | Primo y mano derecha de Harvey, además de ser su sicario. |
| Karen (Gianina Arana)                           | Es la mejor amiga de la infancia de Flora, vivía en Bogotá y estuvo metida en la prostitución, pero regresó a Cartagena en busca de venganza contra quien la metió en ese mundo. |
| Genaro Calvache/Díaz Granados (Rashed Estefenn) | Era el jefe directo de Harvey, pero en realidad buscaba venganza, por la muerte de su padre a manos de Harvey, es en realidad el hijo de Alfonso Díaz Granados, el antiguo dueño de Bazurto, cuando era niño presenció la muerte de su padre y también la muerte del padre de Candelario, Flora y Dixon. Mueve para sus filas a Candelario y le cuenta la verdad, por lo que juntos buscan venganza, pero es asesinado por El Sombra delante de Harvey.                                                                                 |
| Robinson Noriega (Bryan Moreno)                 | Hijo de Harvey, muere asesinado por Mireya durante el primer asalto al Bancoles. |
| Belén Candanosa (Ivette Zamora)                 | Madre de Candelario, Flora y Dixon, fue amante de Harvey. |
| Celina (Nina Caicedo)                           | Rival acérrima de Flora en el concurso de Champeta, está enamorada de Watusi y hace de todo por hacerlo pelear con Flora hasta que lo consigue. |
| Sabroso (Héctor Durango)                        | El «Sabroso» es el tío de Watusi Herrera. |
| Johnny (Pedro Rendón)                           | Encargado de la galería de arte donde se iba a llevar a cabo la exhibición del Santa Helena, se enredó con Maxi y terminó volviéndose cómplice de la banda, pero Maxi lo tuvo que matar por orden de Harvey. |
| Sombra (Waldo Urrego)                           | Él es el jefe de Harvey y Calvache, es un asesino en serie y ocupa un importante lugar en una organización criminal que quiere obtener el Santa Helena, para venderlo a oscuros inversionistas en el mercado negro. |
| Coronel Adolfo Torres (Juan Carlos Solarte)     | Tiene 45 años, es un hombre recio y cumplidor de la ley. Su nombre completo es Mario Enrique Torres y lleva 24 años dedicado al servicio de la policía, tiene aspiraciones de general y por lo mismo, se toma como una cruzada personal el hecho de dar con la banda de ladrones que azota la ciudad. No le cae particularmente bien Vicente, pero se traga su malestar ya que no le queda de otra. Tiene esposa e hijos y su mano derecha empieza siendo el agente Ramírez, a quien pierde por cuenta del ajuste de cuentas de Harvey. |
| Sandra Liliana Quinto (Lina Restrepo)           | La Abogada encargada en el caso de Mireya en Bogotá, que fue sobornada por «Caresapo» infiltrado como abogado. |

## Premios y nominaciones

### Premios Talento Caracol
| Año  | Categoría                | Nominado                                               | Resultado |
| ---- | ------------------------ | ------------------------------------------------------ | --------- |
| 2015 | Mejor Serie o Novela     | Mejor Serie o Novela                                   | Nominada  |
| 2015 | Mejor Actriz Protagónica | Carmen Villalobos                                      | Nominada  |
| 2015 | Mejor Actor Protagónico  | Miguel de Miguel                                       | Nominado  |
| 2015 | Mejor Actor Antagónico   | Fernando Solórzano                                     | Nominado  |
| 2015 | Mejor Beso               | Flora (Carmen Villalobos) y Vicente (Miguel de Miguel) | Nominados |